# Maria Cunitz
Maria Cunitz o Maria Cunitia (altre versioni del cognome: Cunicia, Cunitzin, Kunic, Cunitiae, Kunicia, Kunicka) (Wołów, 1610 – Byczyna, 22 agosto 1664) è stata un'astronoma e matematica tedesca della regione storica della Slesia, considerata una delle più importanti scienziata nel suo campo della prima era moderna.
È autrice del libro Urania Propitia, in cui ha redatto nuove tabelle di effemeridi, elencato nuovi oggetti effimeri e proposto una soluzione di lavoro più semplice alla legge delle aree di Keplero per determinare la posizione di un pianeta sul suo percorso ellittico.
Le sono stati dedicati il cratere Cunitz sul pianeta Venere e l'asteroide 12624 Mariacunitia.

## Biografia
Maria Cunitz nacque a Wohlau (l'odierna Wołów in Polonia), figlia maggiore di Heinrich Cunitz, un tedesco baltico - medico e proprietario terriero che aveva vissuto a Świdnica per la maggior parte della sua vita - e Maria Scholtz da Legnica, figlia dello scienziato tedesco Anton von Scholtz (1560–1622), studiosa della matematica e consigliera del duca Joachim Frederick di Legnica. In seguito la famiglia si trasferì a Świdnica nella Bassa Slesia (regione sud occidentale dell'odierna Polonia).
Nel 1623, in tenera età, Maria sposò l'avvocato David von Gerstmann, che morì nel 1626. A quattro anni dalla sua scomparsa, nel 1630, Maria sposò Elias von Löwen, conosciuto anche come Elie de Loewen, anch'egli della Slesia,  medico e studioso di astronomia residente a Pitschen (l'odierna Byczyna). Già prima del matrimonio, quando Elias era tutore di Maria, la incoraggiò a dedicarsi all'astronomia: insieme avevano infatti compiuto l'osservazione di Venere, il 14 dicembre 1627, e di Giove, nel 1628. La coppia ebbe tre figli: Elias Theodor, Anton Heinrich e Franz Ludwig.
Quando la regione venne coinvolta nella guerra dei trent'anni i coniugi soggiornarono nel convento dei cistercensi di Olobok, in Polonia, dove Maria ampliò le sue tavole astronomiche per includere tutti i pianeti in qualsiasi momento nel tempo. Maria si dedicò anche ad altre aree di studio come la medicina, poesia, pittura, musica, matematica, lingue antiche e storia. Alla fine della guerra, nel 1648, la coppia tornò alla loro casa a Pitschen.
Nel 1650, Maria pubblicò privatamente a proprie spese Urania propitia in tedesco e latino come dedica all'imperatore Ferdinando III. L'opera era una semplificazione delle tavole Rudolphine di Keplero, difficili per produrre calcoli e applicazioni, a causa dell'uso dei logaritmi. La sera del 25 maggio 1656 un grande incendio distrusse la maggior parte delle case di Pitschen, inclusa quella di Maria ed Elias: lei perse i suoi strumenti astronomici, lui quelli medici. Il fuoco consumò inoltre i libri, le lettere e più di 200 registrazioni di osservazioni astronomiche fatte da Maria.
Rimasta nuovamente vedova nel 1661, Maria morì il 22 agosto 1664.

### Anno di nascita e nazionalità

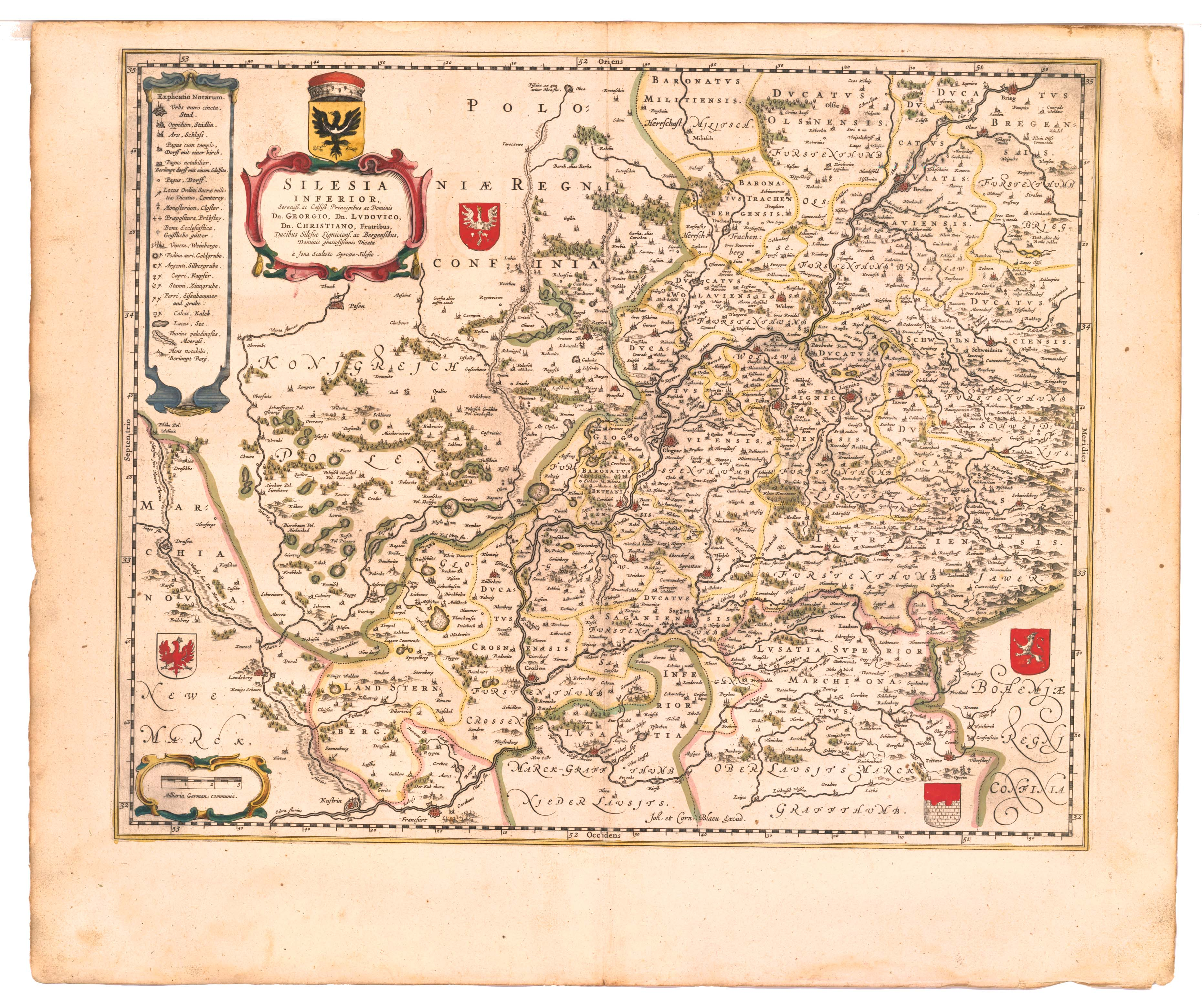
La mappa del 1645 mostra i luoghi della vita di Cunitz in Slesia: Wołów, Legnica e Świdnica. A quei tempi erano in uso nomi sia tedeschi che slavi

L'anno di nascita di Maria Cunitz è stato dibattuto, non avendo mai rinvenuto certificato di nascita, di battesimo o documenti simili. Paul Knötel, nella prima grande pubblicazione in lingua tedesca su Maria Cunitz del 1798, fu il primo a formulare l'ipotesi dell'anno 1604 basandosi sulla considerazione che i suoi genitori si erano sposati l'anno precedente. Altri autori in seguito hanno ripreso lo stesso anno. Infine la prova che Cunitz sia effettivamente nata nel 1610 venne fornita da un'antologia con poesie di congratulazioni per il suo primo matrimonio, connessa ad una lettera di Elias von Löwen a Leonibus e Johannes Hevelius dell'anno 1651, annotata da Ingrid Guentherodt. I dettagli completi riguardanti la famiglia di Maria Cunitz furono pubblicati da Klaus Liwowsky.
All'epoca in cui visse Maria Cunitz, la nazionalità non giocava un ruolo così significativo nel determinare l'identità della persona come succede invece oggi. Nacque e trascorse la maggior parte della sua vita nel Sacro Romano Impero, che comprendeva minoranze non tedesche, governate dalla monarchia asburgica austriaca. Il frammento di Slesia in cui Cunitz visse, prima del 990 faceva parte della Boemia, della Polonia unita tra il 990 e il 1202 e parte della Boemia tra il 1038 e il 1050. Nel 1202 il seniorato polacco fu abolito e tutti i ducati polacchi, inclusa la Slesia, divennero indipendenti sebbene quattro duchi di Slesia del XIII secolo fossero governatori di Cracovia e tenessero il titolo di Duca di Polonia. Nel 1331 la regione tornò a far parte della Boemia, nel 1742 divenne parte della Prussia e nel 1871 dell'Impero tedesco, per essere riassegnato alla Polonia dopo la seconda guerra mondiale.
Maria Cunitz viene solitamente descritta come slesiana, come ad esempio nell'undicesima edizione dell'Enciclopedia Britannica del 1911. Tuttavia, successivamente, più fonti sentirono la necessità di assegnare a Maria Cunitz una nazionalità rilevante per il proprio tempo. Venne descritta come tedesca, ad esempio nel Dizionario biografico della donna nella scienza pubblicato in tedesco; ma fu descritta anche come polacca e, in quanto tale, considerata la prima astronoma della storia della Polonia.
Oltre al tedesco e al polacco, Maria parlava anche francese, greco, italiano, latino ed ebraico.

## Opere

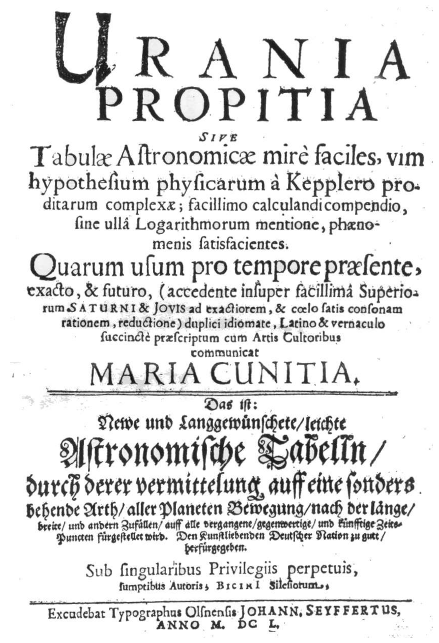
Urania propitia

La pubblicazione del libro Urania propitia fece guadagnare all'autrice una reputazione a livello europeo. Il marito scrisse una prefazione all'opera per smentire qualsiasi voce secondo la quale fosse stato lui a calcolare le tabelle e per mostrare sostegno alla moglie. Urania propitia, scritto in latino e tedesco, costituiva una semplificazione delle tavole rudolfine di Keplero correggendone inoltre diversi errori. Il lavoro di Maria Cunitz permise l'uso di algoritmi più semplici che portarono ad un minor numero di calcoli ed errori; tuttavia l'omissione nelle sue formule di alcuni piccoli coefficienti determinò nuove imprecisioni. Urania propitia conteneva nuove tavole, nuovi effimeri e una soluzione più elegante al problema di Keplero, ovvero quello di determinare la posizione di un pianeta nella sua orbita, in funzione del tempo. Oggi il libro viene accreditato anche per il suo contributo allo sviluppo della lingua scientifica tedesca. Per i suoi numerosi talenti e successi, Maria Cunitz fu definita la "Pallas della Slesia" dallo scienziato francese Jean-Baptiste Delambre che durante i suoi studi di storia in astronomia la paragonò anche a Ipazia di Alessandria.
Nel 2016 erano note solo nove copie fisiche dell'opera nel mondo nonché svariate copie online. Le copie fisiche possono essere consultate nella biblioteca dell'Osservatorio di Parigi, nella biblioteca dell'Università della Florida, nella mostra di Galileo e Keplero alle biblioteche dell'Università di Norman, Oklahoma e alla biblioteca Bloomington Lilly dell'Università dell'Indiana. Fino al 10 giugno 2004, una copia della prima edizione di Urania propitia, quella pubblicata privatamente, si trovava nella sezione scientifica della biblioteca dei conti di Macclesfield nel castello Shirburn: il libro venne poi venduto dalla casa d'aste Sotheby's per 19 827 dollari.